# 어댑티브 크루즈 컨트롤

적응형 순향 제어 장치

어댑티브 크루즈 컨트롤(Adaptive Cruise Control) 혹은 스마트 크루즈 컨트롤(Smart Cruise Control)은 차량 전방에 장착된 레이다를 사용하여 앞차와의 간격을 적절하게 자동 유지하는 시스템이다.

## 상세
가속 페달과 브레이크 페달을 사용하지 않고, 운전자가 설정한 속도로 자동 주행을 하다가 차량 전면부의 레이다 센서를 사용하여 앞차와의 거리를 자동으로 유지한다. 최근 현대기아자동차에서는 기존 스마트 크루즈 컨트롤에 앞차가 정지하면 자동으로 정지하고 재출발하는 기능까지 지원하는 어드밴스드 스마트 크루즈 컨트롤이 도입되었다.

### 머신러닝 기반 스마트 크루즈 컨트롤
차량 속도를 일정하게 유지해주거나 앞 차와의 간격에 따라 가·감속으로 거리를 유지하는 등의 기능을 구현하는 스마트 크루즈 컨트롤에 머신러닝 알고리즘을 더한 기술이다. 이 기술은 운전자의 주행 습관을 파악해 차량 스스로 자율주행 기능을 구현한다.

### 내비게이션 기반 스마트 크루즈 컨트롤
적응형 순향 제어 장치에 내비게이션 지도를 통한 도로 정보까지 반영하는 기술이다. 내비게이션 데이터를 통해 안전 속도 확보 구역에서 스스로 제한 속도를 설정하고 경로상 코너 구간에서 스스로 감속을 구현한다.

## 같이 보기
- 자동차
- 크루즈 컨트롤